# Полищук, Галина Георгиевна
Гал́ина Гео́ргиевна Полищу́к (16 июля 1928, г. Вороновица Винницкой области — 7 декабря 1999, г. Саратов — советский филолог, лингвист, диалектолог, педагог. Профессор, доктор филологических наук. С 1960-х годов преподавала на кафедре русского языка филологического факультета Саратовского государственного университета.

## Биография
В 1945 году Галина Георгиевна Полищук окончила школу с золотой медалью и поступила на филологический факультет Саратовского государственного университета, где и началась творческая и преподавательская жизнь учёного. Её учителями были профессоры Л. И. Баранникова, А. П. Скафтымов, Ю.Г. Оксман , Е. И. Покусаев, А. М. Лукьяненко, М.Н. Боброва, а среди близких друзей ведущий специалист по русскому языку О. Б. Сиротинина Архивная копия от 20 декабря 2019 на Wayback Machine, С. А. Бах, М. Б. Борисова.
Со студенческих лет определились научные интересы Г. Г. Полищук. Вместе с будущими коллегами О. Б. Сиротининой, И. П. Глотовой, В. А. Богдановой и саратовским диалектологом Л. И. Баранниковой участвовала в работе диалектологических экспедиций, изучая народные говоры Саратовской, Курской, Пензенской областей. Кроме диалектологии Галину Георгиевну Полищук интересовали и другие направления современной лингвистики.
```
Г. Г. Полищук с коллегами – О. Б. Сиротининой, Л. И. Баранниковой, А. И. Калининым
```

Значительное внимание в её научной деятельности было уделено исследованию семантических процессов, происходящих в разных сферах языка. Г. Г. Полищук занимается исследованием отдельных лексических и грамматических средств, семантических процессов в сопоставительном плане (в частности, в истории восточнославянских языков), изучает русскую интонацию и её роль в передаче смысла высказывания, а кроме того, обращается к семантическим процессам в функциональных разновидностях языка.
За время научной деятельности Г. Г. Полищук было опубликовано более 100 работ.
В 1954 году была защищена кандидатская диссертация «Некоторые вопросы грамматической синонимии», а в 1972 – докторская диссертация «Обязательные и факультативные определения в русском языке: их коммуникативная и конструктивная роль», посвящённые изучению семантических процессов.
При кафедре русского языка была создана научно-учебная лаборатория экспериментальной лингвистики, где Г. Г. Полищук вместе со студентами и аспирантами проводила различные экспериментально-аудиторские исследования русской интонации. Результаты данной работы отражены в докторских Г. Г. Полищук, О. Б. Сиротининой и кандидатских диссертациях учеников профессора (Н. И. Кузнецова, Б. Ф. Игнатов, Л. И. Сокиркина), в многочисленных научных статьях и дипломных работах.
Исследование семантики целого текста позволило Г. Г. Полищук разработать методику семантико-стилистического анализа, который позволяет вычленить отдельные компоненты текстовой структуры, установить принципы их связи и взаимодействия, выявить доминантные признаки целого текста. Предложенная методика дала возможность решить проблемы специфики художественной речи, организации текста, авторского своеобразия.
Изучение разных сторон речевой культуры, особенностей бытовой, научной, публицистической речи затрагивало такую область научных  интересов Г. Г. Полищук, как культура речевого общения. Г. Г. Полищук на протяжении многих лет вела преподавательскую деятельность в стенах Саратовского государственного университета. Ею был разработаны лекционный курс по русской лексикологии и новый курс лекций по фонетике, которые Галина Георгиевна читала на филологическом факультете. Кроме того, значительную методическую помощь профессор оказала молодым Российским университетам в Волгограде и Элисте.
Долгую научную работу Г. Г. Полищук вела не только в Саратове, но и выступала с лекциями и докладами во многих городах страны будучи лектором Всесоюзного общества «Знание».
Г. Г. Полищук в течение последних семи лет жизни была постоянным ведущим программы «Служба русского языка», проходившая на Саратовском радио. В рамках «прямого эфира» профессор проводила диалоги с заинтересованной публикой о путях развития русского языка.
Научную деятельность Г. О. Полищук продолжили её ученики, которые развивали идеи по исследованию семантических процессов в русском языке. Под руководством Галины Георгиевны защищено 16 кандидатских диссертаций, а также подготовлено к публикациям и защитам несколько кандидатских и докторских работ. А научные труды Г. Г. Полищук освещались в работах исследователей-лингвистов России, Венгрии, Германии, Украины.
24 июня 2019 года в Институте Филологии и Журналистики Саратовского государственного университета открылась аудитория имени Галины Георгиевны Полищук. Ольга Борисовна Сиротинина - профессор и близкая подруга Г.Г. Полищук, а также - Елена Генриховна Елина Архивная копия от 20 декабря 2019 на Wayback Machine - дочь Галины Георгиевны, доктор филологических наук и преподаватель ИФиЖ выступили с торжественной речью и поделились своими воспоминаниями о Г.Г. Полищук.

## Основные работы
Кандидатские и диссертации
- Полищук Г.Г. Некоторые вопросы грамматической синонимии. — Саратов: СГУ, 1954.
- Полищук Г.Г. Обязательные и факультативные определения в русском языке. Их коммуникативная и конструктивная роль. — Саратов: СГУ, 1972.

Книги и монографии
- Полищук, Г. Г. Говор села Бартеневки Ивантеевского района Саратовской области // Ученые записки Сарат. ун-та. Саратов, 1952. Т.32. С. 103-114.
- Полищук, Г. Г. Грамматические синонимы на уроках русского языка // Русский язык в школе. 1958. № 1. С. 76-78.
- Полищук, Г. Г. О принципах использования многозначных слов в произведениях А.П. Чехова // Вопросы русского языкознания. Саратов, 1961. С. 255–266.
- Полищук, Г. Г. Цветовые прилагательные в рассказах К. Паустовского// Очерки по русскому языку и стилистике. Саратов, 1967. С. 46-51.
- Полищук, Г. Г. Обязательные и факультативные определения в разговорной речи// Вопросы стилистики. Саратов, 1974. Вып. 8. С. 3-23.
- Полищук, Г. Г. Стилевое функционирование атрибутивных синтаксических единиц в восточнославянских языках. Киев, 1977.
- Полищук, Г. Г. Интонация и смысл высказываний в спонтанной речи// Межъязыковые коммуникативные связи и научно-технический превод. Орел, 1983. С. 64-65.
- Полищук, Г. Г. Приемы научно-популярного изложения в лекции. М., 1983. 65 с.
- Полищук, Г. Г. Типы текстов разной функциональной принадлежности и методика их анализа // Функционирование современного русского литературного языка и опыт преподавания. Будапешт, 1986. С. 100-102.
- Полищук, Г. Г. Интонация разговорной речи и её отражение в художественном и сценическом диалогах// Экспериментально-фонетический анализ речи. Л., 1989. С. 139-146.
- Полищук, Г. Г. Семантико-стилистический анализ// Разговорная речь в системе функциональных стилей современного русского языка. Грамматика. Саратов, 1992. С. 277-302.
- Полищук, Г. Г. Семантико-стилистический анализ поэтических текстов// Вопросы стилистики. Саратов, 1992. Вып. 24. С. 3-17.
- Полищук, Г. Г. Человек в системе компонентов художественного текста// Вопросы стилистики. Саратов, 1998. Вып. 27. С. 118-132.
- Полищук, Г. Г. Пойми меня правильно…Саратов, 1998. 85 с.
- Полищук, Г. Г. Речевое поведение в структуре художественного текста // Проблемы речевой коммуникации. Саратов, 2000.